# 伊氏黃鱔
伊氏黃鱔為輻鰭魚綱合鰓目合鰓魚科的其中一種，分布於亞洲印度喀拉拉邦的淡水流域，體長可達16公分，棲息在地下河水域。